# Masciago Milanese
Masciago Milanese (semplicemente Masciago fino al 1862; Masciagh in dialetto locale, AFI: [maˈʃɑːk])  è una frazione di Bovisio Masciago ormai completamente fusa col capoluogo, tanto che può essere considerato un quartiere dell'ormai unico centro abitato, di cui costituisce la porzione meridionale, ai confini con Varedo. Anticamente era un comune a sé stante, prima di essere declassato ad una semplice frazione.

## Storia
Registrato agli atti del 1751 come un villaggio milanese di 321 abitanti saliti a 377 nel 1771, alla proclamazione del Regno d'Italia nel 1805 Masciago risultava avere 249 residenti. Nel 1809 il municipio venne soppresso e aggregato per la prima volta al limitrofo comune di Bovisio, a sua volta unito a Varedo nel 1811, ma Masciago recuperò poi l'autonomia nel 1816 con l'istituzione del Regno Lombardo-Veneto.
Nel 1853 il comune di Masciago contava 676 abitanti, nel 1861 ne aveva 776. Nel 1862 il nuovo governo italiano gli cambiò nome in Masciago Milanese per distinguerlo da un'altra località omonima. Il paesino crebbe discretamente superando i mille abitanti alla fine del XIX secolo, ma in seguito entrò in una fase di stagnazione a causa della limitata superficie a disposizione e della concorrenza dei ben più ampi centri vicini, tanto che nel 1921 fece registrare solo 1096 residenti. Fu quindi il fascismo a decidere di razionalizzare la situazione annettendo il paese alla confinante Bovisio, riproponendo così l'antico modello napoleonico.

## Monumenti e luoghi d'interesse

### La chiesetta di San Martino
Si ha notizia di un oratorio di San Martino a Masciago già sulla fine del XIII secolo. La chiesetta di Masciago, nel 1567, era una vera cappella di ridotte dimensioni (7,20 m x 4,80 m) ma nel 1668 l'area si era raddoppiata raggiungendo le dimensioni della vecchia e cadente chiesa parrocchiale. Secondo quanto scrisse Monsignor Verri, nel 1754, la chiesetta "aveva la facciata, abbastanza decente, in mattoni e costruita in stile gotico; alla sua sommità si innalza una croce di ferro. L'oratorio è ad unica navata e misura cubiti 24 in lunghezza, 14 in larghezza e 13 in altezza". L'oratorio possedeva anche un campanile che, nel 1914, in seguito alla formazione di una "Commissione pro Campane e Campanile della Chiesa di San Martino in Masciago" fu innalzato fino a 19 metri e dotato di cinque campane. Nel 1909 la chiesetta venne allargata e nel 1948 venne allungata assumendo l'aspetto attuale. Nel 1966, anno di consacrazione della nuova chiesa, elevata al grado di parrocchiale nel 1971, la chiesetta venne chiusa al culto e affittata al Club Alpino Italiano (CAI) che la adattò a sede dell'associazione. Nel 2006, dopo i restauri che hanno anche portato alla luce alcuni affreschi di cui si ignorava l'esistenza, il cardinale Dionigi Tettamanzi, Arcivescovo di Milano, ha officiato la liturgia per la dedicazione del nuovo altare e la chiesetta ha riaperto al culto.

### Villa Agnesi
La villa sorge nel centro del nucleo antico di Masciago ed è nota soprattutto perché legata alla famiglia Agnesi e in particolare alla nobildonna Maria Gaetana Agnesi (1718-1799), insigne matematica e benefattrice, che vi soggiornò frequentemente. Incerta è la data di costruzione della villa ma si ipotizza che sia da attribuire alla metà del XVIII secolo. La casa padronale, col grandioso giardino che si estendeva fino a lambire le sponde del torrente Seveso e la tenuta agricola annessa, era preceduta all'ingresso da una massiccia torre e da una garitta seguita, lungo il viale d'accesso, da una bassa torre merlata che le davano un aspetto medievale. Ora, di tutto il complesso originale, restano solo la villa, suddivisa in appartamenti, e la torre in mattoni, recentemente restaurata.